# Burkhard Driest
Burkhard Driest est un acteur allemand né le 28 avril 1939 à Stettin (Allemagne, actuellement en Pologne) et mort le 27 février 2020 à Berlin.

## Biographie
Burkhard Driest est le fils d'un diplômé en économie et d'une pédagogue du piano. En 1945, le père emmène clandestinement la famille de la zone occupée par les Soviétiques de l'autre côté de la frontière à Peine en Basse-Saxe. En 1950, les parents divorcent. Les enfants restent avec la mère. Brukhard Driest a beaucoup souffert de cette rupture. La famille s'installe à Göttingen, où il fréquente le Felix-Klein-Gymnasium jusqu'en 1957. Bien que scolarité ait été considérée comme bonne, il dut changer plusieurs fois d'école en tant qu’« étudiant singulier ». De retour chez son père, il fréquente, de 1957 à 1958, le Ratsgymnasium de Peine. À l'école Hoffmann-von-Fallersleben de Brunswick, il passe son baccalauréat en 1961 et termine troisième meilleur de son année.
En 1995, il décrit dans une anthologie ses souvenirs d'enfance et d'adolescence sous le titre Halbstark in Peine.
Burkhard Driest est le père de l'écrivain Johanna Driest.

### Attaque de banque
Brukhard Driest étudie le droit à Kiel, Berlin et Göttingen. Des bagarres fréquentes et de nombreuses aventures avec les femmes lui valent une réputation douteuse, mais aussi de plus en plus de conflits avec la police. Le 11 mai 1965, il attaque la Sparkasse à Burgdorf près de Hanovre ,. Une de ses compagnes le dénonce et il est arrêté.
À la suite de sa condamnation le 1er juillet 1966 par le tribunal de Göttingen à cinq ans de prison, il est envoyé à la prison de Celle (abrégée JVA Celle), elle représente l'établissement pénitentiaire ayant le plus haut niveau de sécurité en Basse-Saxe et une prison dite de sécurité maximale. En raison de sa formation juridique, il informait et représentait les détenus, ce qui submergea la direction de l’établissement de demandes et de plaintes. Après trois ans et quatre mois, en 1968, il est libéré pour bonne conduite.

## Carrière
Brukhard Driest, après avoir purgé sa peine de prison, travailla notamment comme ouvrier au port de Hambourg et comme serveur et chauffeur de taxi à Londres, avant de se faire un nom en tant qu'écrivain et acteur. Il devient célèbre pour sa première production Die Verrohung des Franz Blum (littéralement « La brutalité de Franz Blum ») qui décrit sa période d’emprisonnement de 1965 à 1968.
Pour le film homonyme réalisé en 1974 par Reinhard Hauff, Burkhard Driest écrit le scénario et donne le rôle principal à Jürgen Prochnow (dans le rôle de Franz Blum). Ensuite, il reçoit de Peter Zadek, qui dirige alors le théâtre de Bochum, l'offre de jouer aux côtés de Rosel Zech dans Un tramway nommé Désir, dans le rôle principal de Stanley Kowalsky.
En 1974, Burkhard Driest était l'invité de l'émission télévisée de Dietmar Schönherr Je später der Abend (littéralement « Plus tard dans la soirée ») sur la chaîne allemande WDR, avec Romy Schneider et Bubi Scholz. Romy Schneider a touché la veste en cuir noir de Burkhard Driest et a déclaré : « Il me plaît, il me plaît beaucoup ». Les spectateurs attentifs ont réalisé que ces mots étaient une variation de son texte du film (1955) Sissi, dans lequel elle a dit à l'empereur François-Joseph Ier d’Autriche (joué par Karlheinz Böhm) : « Je l'aime, je l'aime même beaucoup ». Ce geste fut largement relayé par la presse et la renommée de Brukhard Driest augmenta brusquement,,.
En 1980, aux États-Unis, il est accusé de viol par l’actrice Monika Lundi. L'incident aurait eu lieu lors d'un cours d'art dramatique conjoint à Santa Monica en Californie. Le juge responsable Rittenband, qui était également dans l'affaire contre Roman Polański, a considéré les allégations peu crédibles et a condamné Brukhard Driest à seulement 500 dollars d'amende pour blessures involontaires ,,.
Après la publication d'un livre de non-fiction sur la poétique du film dramatique (Poetik des Filmdramas für Drehbuchautoren), il enseigne à l'Académie allemande du film et de la télévision de Berlin.
En 2009, il part pour Ibiza où il se consacre à l’enseignement du bouddhisme et de l’écriture. En 2010, il écrit la première partie de ses mémoires. Entretemps, il s'est fait un nom en tant que peintre et expose à la galerie Goltz d’Essen  ainsi qu’à la galerie Anne Moerchen de Hambourg de novembre 2013 à février 2014.

## Filmographie (sélection)

### Acteur
- 1974 : Die Verrohung des Franz Blum
- 1976 : Der Kommissar : Folge : Der Held des Tages
- 1977 : La ballade de Bruno
- 1977 : Croix de fer
- 1978 : Son of Hitler
- 1980 : Tatort : Schußfahrt
- 1980  : Endstation Freiheit
- 1982 : Querelle
- 1983 : Die wilden Fünfziger
- 1987 : Derrick : L'homme de Rome (Nur Ärger mit dem Mann aus Rom)[12]
- 1990 : Un cas pour deux : Madonna
- 1999 : Tatort  : Tödliches Labyrinth
- 2002 : Tatort  : Der Passagier
- 2009 : Lasko, le protecteur

### Scénariste
- 1974  : Die Verrohung des Franz Blum (scénario basé sur son propre roman homonyme)
- 1974  : Zündschnüre
- 1975  : Von achtzehn bis zwanzig (série sur NDR)
- 1976  : Paule Pauländer
- 1978  : Son of Hitler (également producteur)
- 1980  : Endstation Freiheit
- 1982  : Querelle (également producteur)
- 1984  : Annas Mutter (également metteur en scène)
- 1997  : Sanfte Morde